# Dominikus Zimmermann

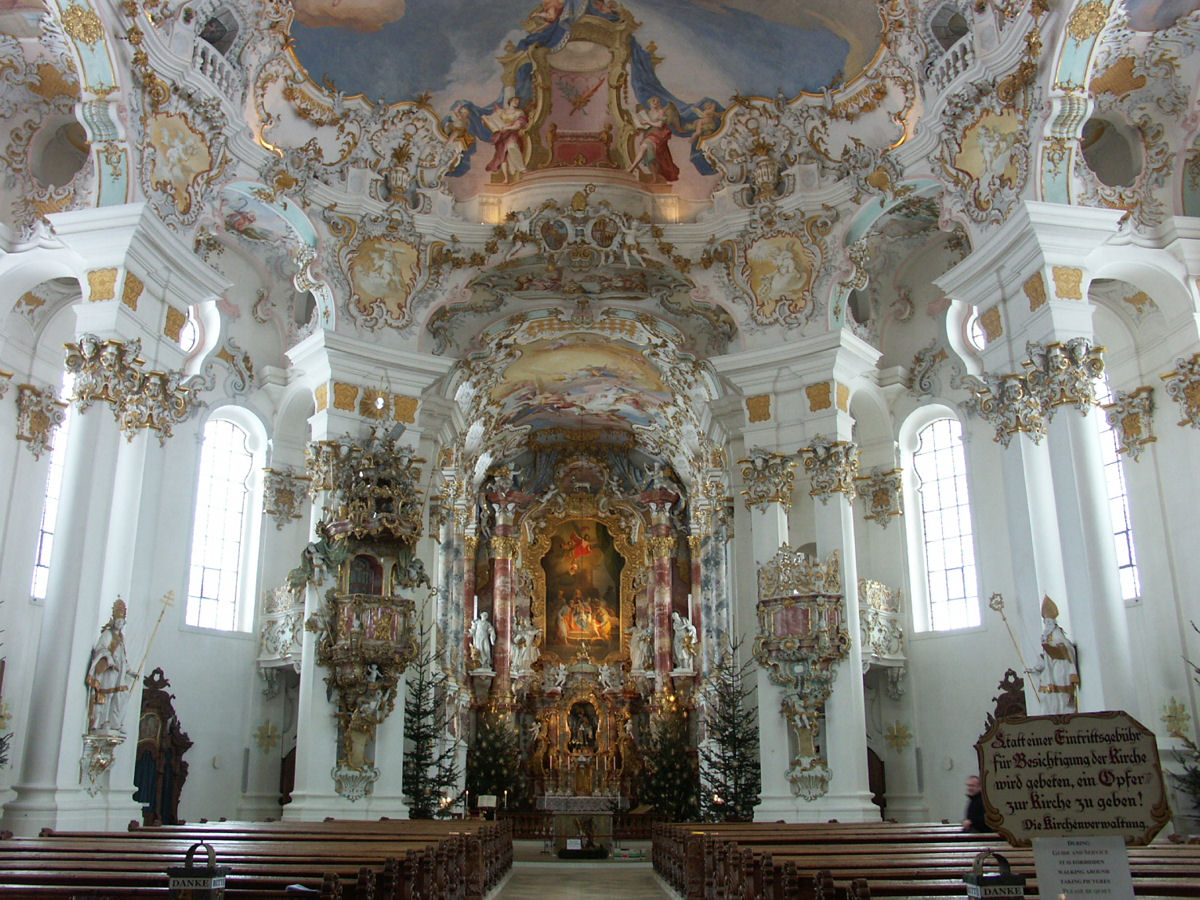
Santuario di Wies, 1746-54

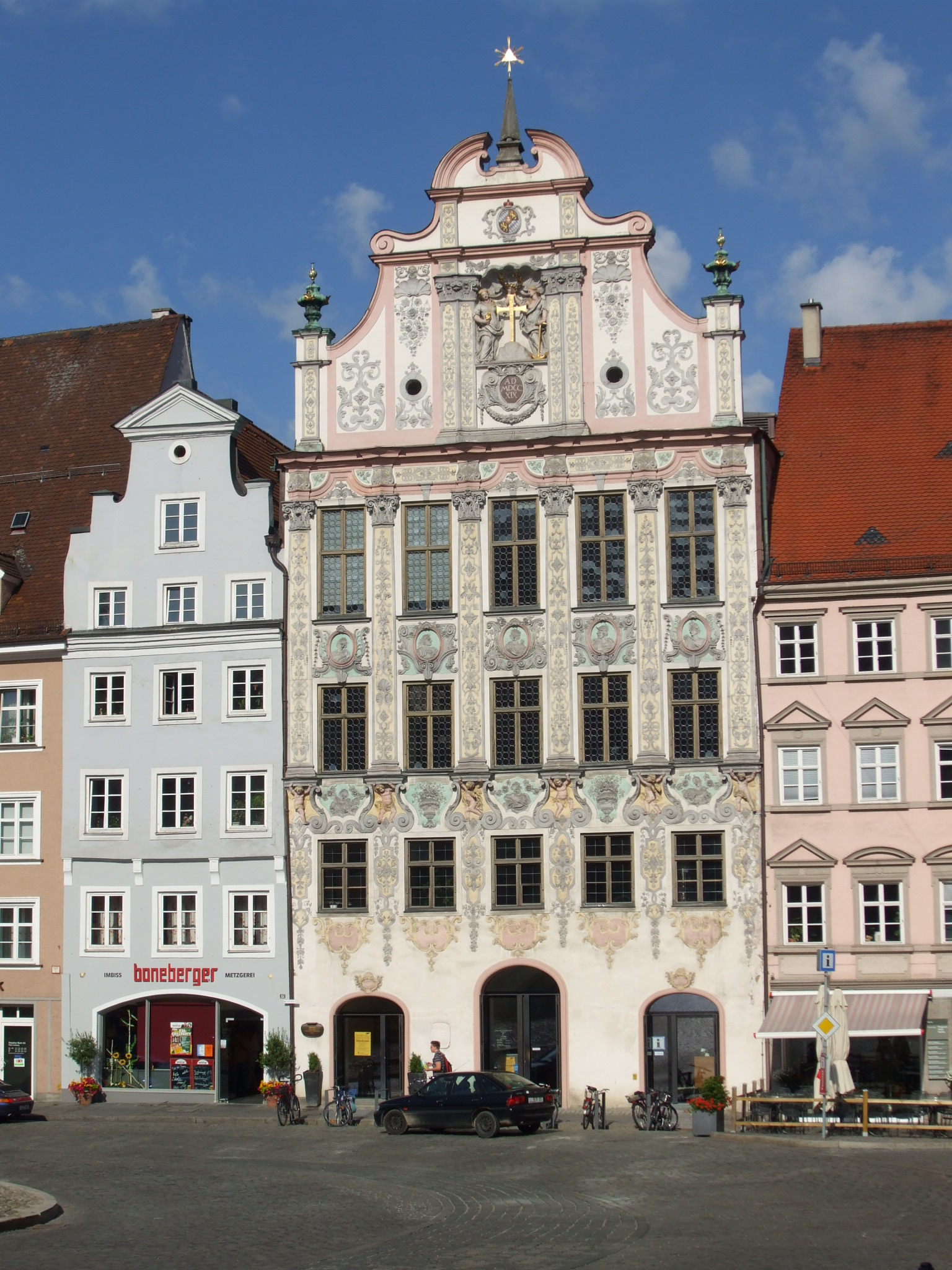
Municipio di Landsberg am Lech, 1722

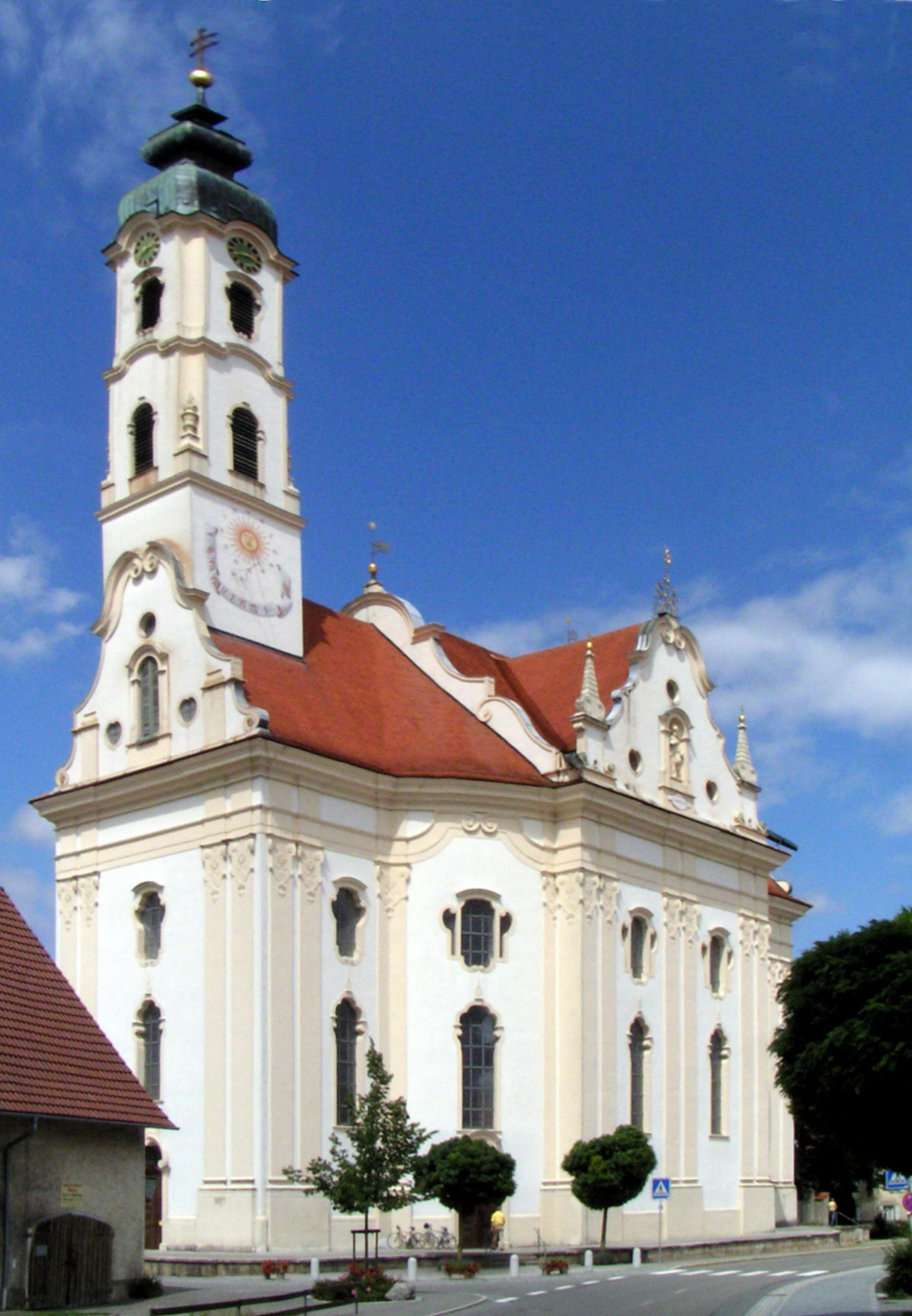
Santuario di Steinhausen, 1728-33

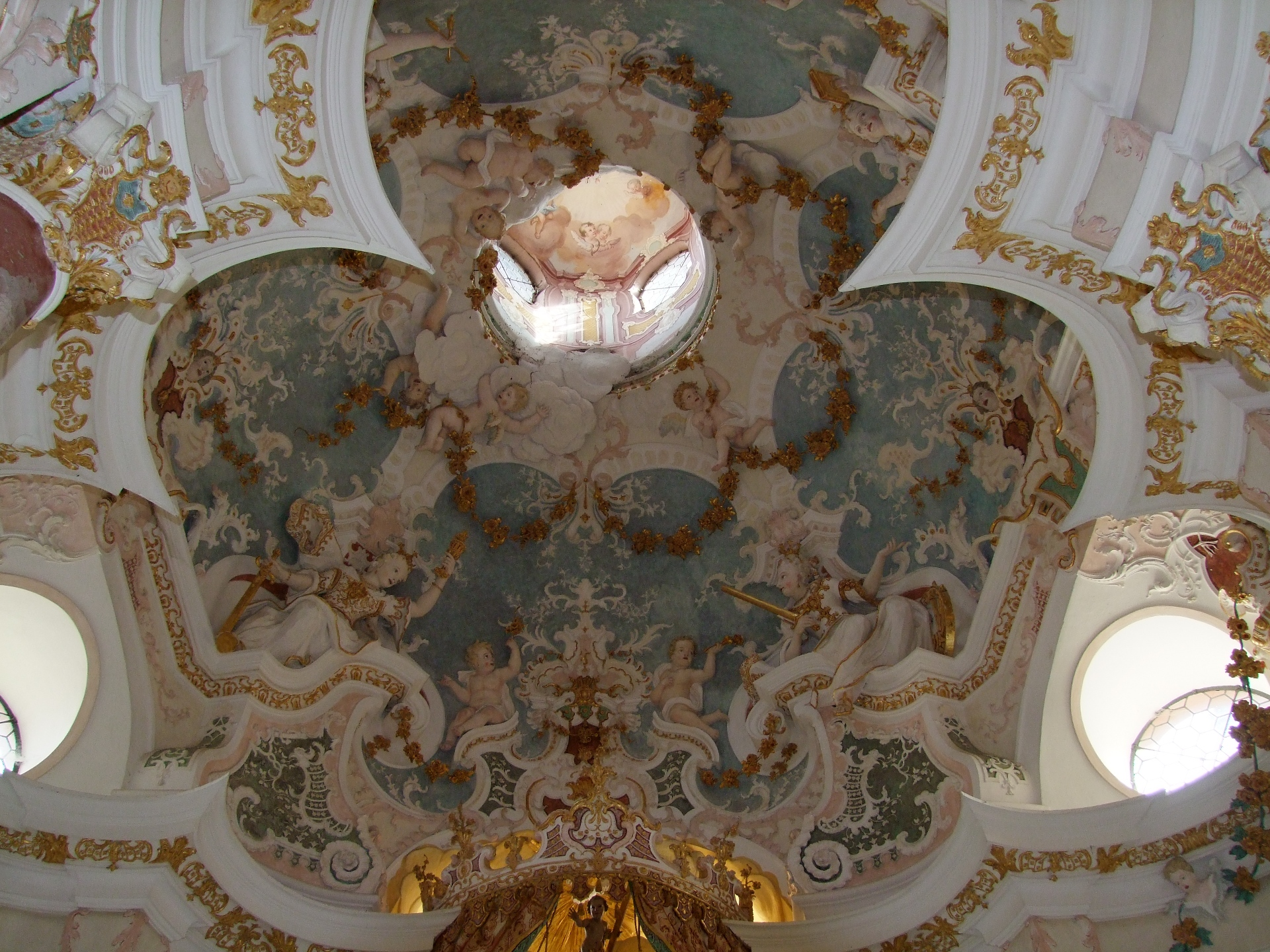
Priorato di Buxheim, Cappella di Sant'Anna

Dominikus Zimmermann (Gaispoint, 30 giugno 1685 – Steingaden, 16 novembre 1766) è stato un architetto tedesco, fratello del pittore e stuccatore Johann Baptist Zimmermann.

## Storia
Nacque nella cittadina di Gaispoint, vicino all'abbazia di Wessobrunn.
Frequentò, come il fratello maggiore, la Wessobrunner Schule o Scuola di Wessobrunn. Dominikus Zimmermann discende da una famiglia di Artisti e Artigiani frequentanti la Scuola di Wessobrunn. Lavorò dapprima come stuccatore e in seguito come Mastro costruttore e Architetto.
Visse a Landsberg am Lech, dove ne divenne il Sindaco fra il 1748 e il 1753. 
Morì nelle vicinanze della Wieskirche nel 1766.

## Opere famose
- Municipio (1719-22) e chiesa di San Giovanni (1741-54) a Landsberg am Lech.
- Wieskirche (1746-54).
- Frauenkirche (1736-41) a Günzburg.
- Chiesa di Gutenzell(1756).
- Priorato di Buxheim (1710-40).
- Prediger (1721) a Schwäbisch Gmünd.
- Santuario di Steinhausen (1728-33).